# Parapercis flavescens
Parapercis flavescens is een straalvinnige vissensoort uit de familie van krokodilvissen (Pinguipedidae). De wetenschappelijke naam van de soort is voor het eerst geldig gepubliceerd in 1979 door Fourmanoir & Rivaton.